# Zanthoxylum schinifolium
Zanthoxylum schinifolium är en vinruteväxtart som beskrevs av Siebold & Zucc.. Zanthoxylum schinifolium ingår i släktet Zanthoxylum och familjen vinruteväxter. Utöver nominatformen finns också underarten Z. s. okinawense.